# Billsjön
Billsjön är en sjö belägen omkring tio kilometer sydväst om Fagersta i Fagersta kommun och Smedjebackens kommun i Västmanland respektive Dalarna och ingår i Norrströms huvudavrinningsområde. Sjön har en area på 1,79 kvadratkilometer och ligger 171,9 meter över havet.
Väster om sjön ligger byn Billsjön. Här låg Billsjö hytta, troligen anlagd 1644. Hyttdriften nedlades 1908 eller 1909.

## Delavrinningsområde
Billsjön ingår i delavrinningsområde (664796-149210) som SMHI kallar för Utloppet av Billsjön. Medelhöjden är 194 meter över havet och ytan är 10,31 kvadratkilometer. Det finns ett avrinningsområde uppströms, och räknas det in blir den ackumulerade arean 18,59 kvadratkilometer. Plågbäcken som avvattnar avrinningsområdet har biflödesordning 4, vilket innebär att vattnet flödar genom totalt 4 vattendrag innan det når havet efter 226 kilometer. Avrinningsområdet består mestadels av skog (76 procent). Avrinningsområdet har 1,92 kvadratkilometer vattenytor vilket ger det en sjöprocent på 18,6 procent.